# Lagaroceras queenslandicum
Lagaroceras queenslandicum är en tvåvingeart som beskrevs av Spencer 1986. Lagaroceras queenslandicum ingår i släktet Lagaroceras och familjen fritflugor. Inga underarter finns listade i Catalogue of Life.